# アミダー
『アミダー』（英：Amidar）は、1982年4月30日に当時のコナミ工業（後に版権はコナミデジタルエンタテインメント→コナミアミューズメントに移行）より発売されたアーケードゲーム。
タイトルが表す通りゲームフィールドはあみだくじ状になっており、プレイヤーおよび敵キャラクターはその線上のみを動くことができる。

## 概要

### ゲーム内容
奇数面と偶数面ではゲームシステムが異なる。
奇数面は『パックマン』のようなドットイートゲームで、サル（機種によっては"Copier"という名前）を動かして、敵（"Police"もしくは"Thief"）をかわしつつフィールド上に配置されたドットを回収することが目的となる。
一方偶数面は『QIX』のような陣取りゲームで、プレイヤーの操作キャラクター、敵キャラクターもそれぞれローラー（"Rustler"）、豚（"Cattle"もしくは"Thief"）となる。フィールドを四角く囲むとフィールド内が塗りつぶされ、全てのフィールドを全て囲むことが目的となる。ただし途中で後戻りしたり別の四角を囲もうとすると線は途切れる。既に囲っている四角と隣り合った場所しか囲めないためプレイヤーは少しずつ自分の陣地を広げていく必要があり、奇数面よりも難易度が高くなっている代わりに四角を囲うと表示された得点が加算される。
敵に挟まれても、1ステージで3回まで敵にジャンプをさせてよけることもできる。さらに四隅のフィールドを塗りつぶすと、BGMと敵の色が変わって一定時間無敵になり、敵に触れて倒することができる。無敵時でも敵は逃げる等の行動変化はない。倒した敵が横軸の場合はその場で、縦軸で倒した場合は下に落ちてうずくまり、無敵時間終了後にその場所から復活する。
通常の敵はあみだくじの要領で角に来ると必ず直角に曲がるのである程度動きの予測もできるが、1匹だけいる白い敵（"Tracer"）ははじめのうちは時計回りにフィールドの縁を回っているだけだが、一定周周回するとプレイヤーを追跡し始める。プレイヤーが止まっている間もTracerは動き続けているので、そのままにしていると捕まることとなる。各ステージクリア後はボーナスステージとなり、あみだくじの上段で一定速度で動くキャラクターをタイミング良く止めて、最下段のフルーツを獲得するとボーナス点となる。
高次面になると敵の速度が速くなり、さらにはTracerが追跡を始めるまでの周回数も減る。
奇数面BGMにテレビアニメ『冒険ガボテン島』のオープニングテーマ曲、偶数面BGMには『メーテルリンクの青い鳥 チルチルミチルの冒険旅行』の主題歌「幸せのバビラトラリラ」が、無敵状態時のBGMは「猫踏んじゃった」が使われている。

### 点数
奇数面のドット・・・1個10点
偶数面では線を引くと一定距離ごとに10点、線を引いて四角を囲むとその四角内の数字が点数として加算
無敵時の敵・・・1匹目200点、2匹目400点、3匹目800点、4匹目以降1600点
ボーナスステージのフルーツ・・・5000点

## 移植版
コナミよりNECのパソコンPC-6001のゲームカートリッジが、カシオ計算機から同社の家庭用ゲーム機のPV-1000版が発売された。蛍光表示管を用いた電子ゲーム版も学研より発売された。『ニャミダ物語』として、キャラクターをネコとネズミに置き換えた携帯電話向けアプリも製作された。

## その他
海賊版（コピー基板）がかなり出回ったゲームでもあり、タイトル表示が「AMIGO」と改変され、メーカー名が消去され登場年の"1982"と画面中央部下に表示されている物が多かった。